# Afromelanichneumon gaullei
Afromelanichneumon gaullei là một loài tò vò trong họ Ichneumonidae.